# Xanthopimpla subreicherti
Xanthopimpla subreicherti är en stekelart som beskrevs av Wang och Huang 1993. Xanthopimpla subreicherti ingår i släktet Xanthopimpla och familjen brokparasitsteklar. Inga underarter finns listade i Catalogue of Life.